# Elaphoglossum gayanum
Elaphoglossum gayanum är en träjonväxtart som först beskrevs av Fée, och fick sitt nu gällande namn av Moore. Elaphoglossum gayanum ingår i släktet Elaphoglossum och familjen Dryopteridaceae. Inga underarter finns listade.